# Султановка (Кигинский район)
Султановка (баш. Солтан) — деревня в Кигинском районе Республики Башкортостан Российской Федерации. Входит в состав Кандаковского сельсовета.

## География

### Географическое положение
Расстояние до:
- районного центра (Верхние Киги): 19 км,
- центра сельсовета (Кандаковка): 2 км,
- ближайшей ж/д станции (Сулея): 85 км.

## Население
| 2002 | 2009 | 2010 |
| ---- | ---- | ---- |
| 254  | ↗308 | ↘242 |

Национальный состав
Согласно переписи 2002 года, преобладающие национальности — татары (71 %), башкиры (27 %).